# Wanted Dead or Alive
Wanted Dead or Alive – singel zespołu Bon Jovi wydany w 1987 za pośrednictwem wytwórni Mercury Records, promujący album Slippery When Wet. Trzeci singel z albumu; autorami utworu są Jon Bon Jovi (tekst) i Richie Sambora (muzyka).
Do utworu został nakręcony czarno-biały teledysk będący kompilacją zdjęć z trasy koncertowej grupy z lat 1986–1987 (trasa promująca album Slippery When Wet). Ścieżka dźwiękowa dołączona do teledysku różni się nieco od tej zamieszczonej na albumie – pominięty jest ostatni śpiewany wers.
Utwór był wykorzystywany wielokrotnie w ścieżkach dźwiękowych seriali i filmów, m.in. znalazł się na soundtracku do Harley Davidson i Marlboro Man (1991). Chris Daughtry oraz w filmie „Gang Dzikich Wieprzy”, uczestnik piątego sezonu programu American Idol, wydał własną wersję utworu na kompilacji American Idol Season 5: Encores. Formacja Nickelback podczas trasy koncertowej Dark Horse Tour gra cover utworu.

## Spis utworów

### Wersja japońska (7")
Sporządzono na podstawie materiału źródłowego.
1. „Wanted Dead Or Alive” (4:10)
2. „Shot Through The Heart” (4:24)

### Wersja japońska (CD)
1. „Wanted Dead Or Alive” (5:11)
2. „Wanted Dead Or Alive” (wersja akustyczna) (5:39)
3. „Wanted Dead Or Alive” (Live) (8:14)
4. „Edge of a Broken Heart” (7:25)

### Wersja promocyjna (7")
1. „Wanted Dead Or Alive” (długa wersja) (5:07)
2. „Wanted Dead Or Alive” (wersja skrócona) (4:10)

### CD + wideo
Sporządzono na podstawie materiału źródłowego.
1. „Never Say Goodbye” (4:48)
2. „Wanted Dead Or Alive” (5:07)
3. „I’d Die For You” (4:31)
4. „Wanted Dead Or Alive” (wersja akustyczna) (5:41)
5. „Wanted Dead Or Alive” (teledysk) (4:08)

### CD
Sporządzono na podstawie materiału źródłowego.
1. „Wanted Dead Or Alive (Live)” (nagrany na żywo 20 września 2000 w Nowym Jorku)
2. „Wanted Dead Or Alive” (nagrany na żywo 6 grudnia 2000 w Bussum, Holandia)

## Pozycje na listach przebojów
| Lista (1986)              | Pozycja |
| ------------------------- | ------- |
| Mainstream Rock Tracks    | 13      |
| Lista (1987)              | Pozycja |
| RPM Top 100 Singles       | 17      |
| Holandia                  | 20      |
| Niemcy                    | 47      |
| Irish Singles Chart       | 6       |
| New Zealand Singles Chart | 5       |
| UK Singles Chart          | 13      |
| Billboard Hot 100         | 7       |
| Cash Box Top 100 Singles  | 7       |
| Lista (2000, 2001)        | Pozycja |
| Dutch Singles Chart       | 26      |
| Media Control Charts      | 45      |
| Lista (2007)              | Pozycja |
| Hot Digital Songs         | 25      |